# SS Gun
El SS Gun fue un buque mercante a vapor sueco que fue hundido por el submarino alemán U-3 el 30 de septiembre de 1939.

## Historia
Completado en julio de 1891 con el nombre SS Ørnen por Rederi-A/B Condor (B.A.F. Georgii), Estocolmo. En 1906 es renombrado SS Gevalia por C.V. Akerson. Más tarde es vendido a Rederi-A/B Regulus (JH Pettersson), de Helsingborg. En 1937 pasó a llamarse SS Gun por Rederi-A/B Vinga (Knut Bergquist), de Gotemburgo.

## Hundimiento
El buque partió de Gotemburgo a Amberes con un cargamento general y 56 toneladas de municiones. A las 21:08 h del 30 de septiembre de 1939, el SS Gun, neutral bajo el mando del Capitán J.M. Persson, fue detenido por el U-3 a unos 30 kilómetros al noroeste de Hanstholm. El Capitán del U-3 y varios hombres subieron a bordo del barco. Los documentos del barco demostraban que llevaba cargamento de contrabando. Mientras los alemanes se entrevistaban con el Capitán, el buque comenzó a moverse de repente contra el submarino. Advertido por un comportamiento similar ese mismo día del SS Vendia, el U-3 lo eludió de forma rápida, enviando un grupo de abordaje de cuatro hombres, encabezados por el Alférez de Navío de 2.º (2.º Oficial de Guardia) Georg-Werner Fraatz, abordándolo a las 22:00 h Poco después, el U-3 tuvo que sumergirse cuando fue avistado un submarino en dirección al buque, resultando ser el HMS Thistle (N 24) bajo el mando del Capitán de corbeta Robert William Stirling-Hamilton, que fue atacado con un torpedo G7a a las 22:56 h. 
El torpedo perdió su recorrido y el submarino se sumergió poco después, a pesar de que no estaban al tanto del ataque. El sumergido HMS Thistle pasó por debajo de la popa del barco, sin saber que los alemanes estaban a bordo y preparados para echar a pique el barco. El submarino emergió después de una hora y abandonaron la zona, encontrándose con el bote salvavidas con la tripulación sueca.
La tripulación alemana nuevamente subió al buque mientras todavía estaba a flote, pero mientras tanto se habían abierto las válvulas de fondo y se habían colocado las cargas para echarlo a pique. El grupo de abordaje dejó el buque en uno de sus botes salvavidas y fueron recogidos por el mercante danés SS Dagmar, junto con los supervivientes suecos. A las 05:30 h, U-3 detuvo el buque para sacar al grupo de abordaje alemán y luego el SS Gun se fue a la deriva siendo hundido por un torpedo a las 09:10 h. Los suecos fueron trasladados a Copenhague. A los suecos que se encontraban a bordo del submarino, se les ordenó por parte de los alemanes que subieran a bordo del submarino los documentos de embarque, listas de envío, etc. La carga a bordo del SS Gun consistía en pólvora y municiones Bofors y estaba destinado a la oficina colonial belga. El SS Gun fue el cuarto barco mercante sueco que fue hundido durante la Segunda Guerra Mundial.